# Circondario di Como
Il circondario di Como era uno dei circondari in cui era suddivisa l'omonima provincia.

## Storia
In seguito all'annessione della Lombardia dal Regno Lombardo-Veneto al Regno di Sardegna (1859), fu emanato il decreto Rattazzi, che riorganizzava la struttura amministrativa del Regno, suddiviso in province, a loro volta suddivise in circondari. Il circondario di Como fu creato come suddivisione della provincia di Como.
Con l'Unità d'Italia (1861) la suddivisione in province e circondari fu estesa all'intera Penisola, lasciando invariate le suddivisioni stabilite dal decreto Rattazzi.
Il circondario di Como fu abolito, come tutti i circondari italiani, nel 1927, nell'ambito della riorganizzazione della struttura statale voluta dal regime fascista. Tutti i comuni che lo componevano rimasero in provincia di Como.

## Suddivisione
Nel 1863, la composizione del circondario era la seguente:
- mandamento I di Como
  - comune di Como
- mandamento II di Como
  - comuni di Albate; Blevio; Breccia; Brienno; Brunate; Camerlata; Camnago Volta; Capiago; Carate Lario; Cavallasca; Cernobbio; Civiglio; Laglio; Lemna; Lipomo; Maslianico; Molina; Moltrasio; Monte Olimpino; Montorfano; Palanzo; Piazza Santo Stefano; Pognana; Ponzate; Rebbio; Rovenna; Solzago; Tavernerio; Torno; Urio; Vergosa
- mandamento III di Como
  - comuni di Albiolo; Asnago; Bernate di Como; Bizzarone; Bregnano; Bulgorello; Cagno; Camnago di Uggiate; Casanova; Casnate; Cassina Rizzardi; Caversaccio; Cermenate; Civello; Drezzo; Fino Mornasco; Gaggino; Gironico; Grandate; Lucino; Luisago; Lurate Abbate; Maccio; Minoprio; Montano Comasco; Parè; Rodero; Ronago; Rovellasca; Trevano; Uggiate; Vertemate
- mandamento IV di Appiano
  - Appiano; Beregazzo; Binago; Bulgaro Grasso; Cadorago; Carbonate; Caslino al Piano; Castelnuovo Bazente; Cirimido; Fenegrò; Guanzate; Limido; Locate Varesino; Lomazzo; Lurago Marinone; Mozzate; Olgiate Comasco; Oltrona di San Mamette; Rovello; San Bartolomeo al Bosco; Solbiate; Turate; Veniano
- mandamento V di Bellagio
  - Bellagio; Civenna; Careno; Lezzeno; Limonta; Nesso; Vassena; Veleso; Zelbio
- mandamento VI di Bellano
  - Bellano; Colico; Corenno; Dervio; Dorio; Esino Inferiore; Esino Superiore; Introzzo; Perledo; Sueglio; Tremenico; Varenna; Vendrogno; Vestreno
- mandamento VII di Cantù
  - Alzate; Arosio; Brenna; Cabiate; Cantù; Carimate; Carugo; Cremnago; Cucciago; Figino Serenza; Intimiano; Inverigo; Mariano Comense; Novedrate; Romanò Brianza; Senna Comasco; Villa Romanò
- mandamento VIII di Castiglione d'Intelvi
  - Blessagno; Campione; Casasco d'Intelvi; Castiglione d'Intelvi; Cerano d'Intelvi; Dizzasco; Laino; Lanzo d'Intelvi; Pellio di Sopra; Ponna; Ramponio; San Fedele; Scaria; Schignano; Verna
- mandamento IX di Dongo
  - Consiglio di Rumo; Cremia; Dongo; Garzeno; Germasino; Musso; Pianello del Lario; Rezzonico; San Siro; Sant'Abbondio; Stazzona
- mandamento X di Erba
  - Albese; Alserio; Anzano del Parco; Arcellasco; Brenno della Torre; Buccinigo; Carcano; Casletto; Cassano Albese; Centemero; Colciago; Crevenna; Erba; Fabbrica Durini; Incino; Lambrugo; Lezza; Lurago d'Erba; Merone; Moiana; Monguzzo; Nibionno; Orsenigo; Parravicino; Ponte Lambro; Rogeno; Tregolo; Vill'Albese
- mandamento XI di Gravedona
  - Bugiallo; Domaso; Dosso del Livo; Gera; Gravedona; Livo; Montemezzo; Peglio; Sorico; Traversa; Trezzone; Vercana
- mandamento XII di Menaggio
  - Argegno; Bene Lario; Breglia; Colonno; Croce; Grandola; Griante; Grona; Lenno; Loveno sopra Menaggio; Menaggio; Mezzegra; Ossuccio; Pigra; Plesio; Sala Comacina; Tremezzo
- mandamento XIII di Porlezza
  - Albogasio; Buggiolo; Carlazzo; Castello Valsolda; Cavargna; Cima; Claino; Corrido; Cressogno; Cusino; Dasio; Drano; Gottro; Piano Porlezza; Porlezza; Puria; San Bartolomeo Val Cavargna; San Nazzaro Val Cavargna; Seghebbia; Tavordo